# 烂漫胡同
烂漫胡同，北京古老的胡同之一，原名烂面胡同，位于南城菜市口地区，是一条南北走向的胡同。北口在菜市口，南口在南横街，胡同中间西拐可通往法源寺。菜市口地区明清时代是交通要道，故这里会馆林立，分布在菜市口一带的胡同里。烂漫胡同是其中一条。现拥有6座会馆遗址。1920年毛泽东领导湖南驱张运动，率领请愿团来北京，也是青年毛泽东第二次来北京，曾在湖南会馆召开集会。
- 水月底，烂缦胡同65号 现为民居
- 湘乡会馆，烂漫胡同89号 破损现为民居
- 济南会馆，烂漫胡同97号 现为民居
- 湖南会馆，烂漫胡同99号 现为民居
- 东莞会馆，烂漫胡同131号 现为民居
- 常熟会馆，烂漫胡同133号 现为民居